# Jesse Davis
Jesse Davis (New Orleans, 1965. november 9. –) amerikai altszaxofonos.

## Pályakép
Az Ellis Marsalis's New Orleans Center for Creative Arts hallgatójaként kezdte meg tanulmányait, majd még tanult a Northeastern Illinois University-n is. A diploma megszerzése után dzsesszzenész karrierje alatt nyolc albumot rögzített.
Együttműködött olyan művészekkel is, mint például Jack McDuff és Illinois Jacquet.

## Lemezek
- Horn of Passion (1991) + Mulgrew Miller
- As We Speak (Concord (1992) + Jacky Terrasson, Robert Trowers
- Young at Art (1993) + Brad Mehldau
- High Standards (1994) + Nicholas Payton, Dado Moroni, Peter Washington
- From +in (1996) + Nicholas Payton, Hank Jones, Ron Carter, Lewis Nash
- First Insight (1997) + Mulgrew Miller, Peter Bernstein, Ron Carter, Kenny Washington
- The Set-Up (2002) + Peter Bernstein, Ray Drummond, Cedar Walton
- As Long as There's Music (1990, 1993) + Gerald Wilson
- New York, New Sound (2003)

## Díjak
1989: Down Beat magazin – „Legjobb előadó”.